# Свети Димитър (Дунавци)
Вижте пояснителната страница за други значения на Свети Димитър.
„Свети великомъченик Димитър“ е православна църква в село Дунавци, община Казанлък, България.

## История
Иконите в църквата са изписани в 1908 година от дебърския майстор Христо Благоеви, който е и свещеник в църквата.